# Wilcox megye (Georgia)
Wilcox megye az Amerikai Egyesült Államokban, azon belül Georgia államban található. Megyeszékhelye és legnagyobb városa Abbeville. Lakosainak száma 8766 fő (2020. április 1.). Wilcox megye Pulaski, Ben Hill, Dodge, Telfair, Turner, Crisp és Dooly megyékkel határos.

## Népesség
A megye népességének változása:
| Lakosok száma | 9269 | 9150 | 9013 | 8960 | 8857 | 8766 |
|               | 2010 | 2011 | 2012 | 2013 | 2015 | 2020 |